# Sjöborg (navalakademisk förening)
För andra betydelser, se Sjöborg.
SjöBorg är en navalakademisk förening i Göteborg. 
Föreningen samlar officerare vid svenska marinen med koppling till det akademiska livet i Göteborg. SjöBorg bildades 1983 och är den yngsta av de fyra svenska navalakademiska föreningar som idag bedriver aktiv verksamhet. För möten och samkväm disponeras museifartyget HMS Hugin inom Göteborgs maritima centrum.
SjöBorg leds av en flagg med en flaggkapten som ordförande. Sittande flaggkapten, Sabrina Jikander, är den artonde i ordningen sedan föreningen tillkom.